# 庫納蒂拉山
14°07′18″S 70°45′02″W / 14.12167°S 70.75056°W
庫納蒂拉山（Conatira），是秘魯的山峰，位於該國東南部普諾大區，由梅爾加省的努尼奧瓦區負責管轄，屬於韋爾卡努塔山脈的一部分，海拔高度約5,200米。